# موقع مركز التجارة العالمي
يشار إلى موقع مركز التجارة العالمي عادة باسم «بؤرة الانفجار» أو «المفاعل» بالتحديد بعد اعتداء الحادي عشر من سبتمبر وتبلغ مساحته 14.6 فدان (5.9 هكتار) في  مانهاتن السفلى في مدينة نيويورك. يحد المبنى من الشمال شارع فيزي ومن الغرب الجانب الغربي للطريق السريع أما من الجنوب فيحده شارع ليبرتي ومن الشرق شارع تشيرش. تعود مليكة الموقع إلى هيئة الميناء (باستثناء مركز التجارة العالمي 7). قام المجمع الأصلي لمركز التجارة العالمي في هذا الموقع إلى أن دُمّر في اعتداء 11 سبتمبر.
أشرفت هيئة ميناء نيويورك ونيوجيرسي بالإضافة إلى شركة سيلفرستين بروبيرتيز وشركة مانهاتن السفلى التنموية على عمليات إعادة بناء الموقع كجزء من مركز التجارة العالمي الجديد متبعين بذلك خطة عمل رئيسية لإستديو دانيل ليبسكيند. استلم المتعهد دانيل العمل على المساحات المكتبية والتجارية في أربع مواقع من المباني.

## قبل مركز التجارة العالمي
امتد الجزء الغربي من موقع مركز التجارة العالمي في الأصل تحت نهر هدسون بخط ساحلي مجاور لشارع غرينويتش. على هذا الخط الساحلي بالقرب من تقاطع شارع غرينويتش وشارع دي سابقًا، أُحرقت سفينة المستكشف الهولندي أدريان بلوك «ذا تايغر» في نوفمبر عام 1613 فتحاصر بلوك وطاقم سفينته وأجبروا على قضاء الشتاء بأكمله على الجزيرة. رُدمت بقايا السفينة مع اتساع الخط الساحلي منذ عام 1797 واكتشفت خلال أعمال التنقيب في عام 1916. عثر كذلك في عام 2010 على بقايا سفينة تعود إلى القرن الثامن عشر خلال أعمال التنقيب في نفس الموقع. يعتقد أن السفينة كانت عبارة عن سفينة شراعية وجدت إلى الجنوب تمامًا من المكان الذي قام فيه البرجان التوأمان على بعد 20 قدم (6.1 متر) تحت السطح.
كانت المنطقة التي أخليت لبناء مجمع مركز التجارة العالمي الأصلي مشغولة في السابق بالعديد من متاجر الإلكترونيات فيما كان يسمى «راديو رو». أزيلت كل هذه الشوارع والمحال في ستينيات القرن العشرين لبناء مركز التجارة العالمي.

## أبنية أصلية
كان البرجان التوأمان حتى وقت إتمامهما- البرج الأول (البرج الشمالي) بطول 1,368 قدم (417 متر)، والبرج الثاني (البرج الجنوبي) أطول مبنيين في العالم. وجد كذلك أبنية أخرى ضمن المجمع بما فيها مركز التجارة العالمي ماريوت (مركز التجارة العالمي رقم 3) ورقم 4 ورقم 5 ورقم 6 ورقم 7. بنيت كل تلك الأبنية ما بين عامي 1975 وعام 1985 بتكلفة نحو 400 مليون دولار (أي ما يعادل 2,700,000,000 دولار في عام 2021). يقع هذا المجمع في مدينة نيويورك في المقاطعة المالية ويحتوي على 13,400,00 قدم مربع (1,240,000 متر مربع) من المساحات المكتبية.
عانى مركز التجارة العالمي من حريق في 13 فبراير عام 1975 ومن حادثة تفجير في 26 فبراير من عام 1993 وكذلك عملية سطو في 14 يناير عام 1998. قررت هيئة الميناء في عام 1998 تخصيص مركز التجارة العالمي وتأجير الأبنية لشركات خاصة للإدارة ومنحت التعهدات لشركة سيلفرستين بروبرتيز في تموز 2001.

### اعتداء 11 أيلول
في صباح 11 أيلول عام 2001 اختطف إرهابيون يتبعون إلى تنظيم القاعدة رحلة الخطوط الجوية الأمريكية 11 ورحلة الخطوط الجوية المتحدة 175، المتوجهتان من بوسطن إلى لوس أنجلس واخترقت الطائرتان عمدًا برجي مركز التجارة العالمي. انهار البرجان خلال أقل من ساعتين من الاصطدام. قضى 2,606 شخصًا في هذا الاعتداء من ضمنهم 2,192 مدني و343 رجل إطفاء و71 من قوات حفظ النظام كانوا في البرجين والمنطقة المجاورة، بالإضافة إلى 147 مدني والمختطفين العشرة الذين كانوا على متن الطائرتين. بعد حادثة تفجير مركز التجارة العالمي بدأ العاملون في المشافي وقوات حفظ النظام بتسمية الموقع باسم «بؤرة الانفجار».

### الأنقاض وإزالتها
خلّف انهيار البرجين غبارًا كثيفًا عبر مدينة نيويورك ومئات الآلاف من أطنان الأنقاض في الموقع. قسمت إدارة إطفاء الحرائق في مدينة نيويورك موقع الحادثة إلى أربعة قطاعات بهدف تنظيم عمليات إزالة الأنقاض والبحث عن الناجين وجثث الضحايا وترأس كل قطاع مسؤول خاص عن العمليات. نقل عمال الإنقاذ مواد البناء والأنقاض من موقع الانفجار إلى مكب فريش كيلز في جزيرة ستاتين. تخوّف بعض الناس وبشكل خاص عوائل الضحايا من احتمالية أن الرفات البشرية قد نقلت سهوًا إلى المكب مما سيمنع القيام بمراسم دفن لائقة.
وفقًا للمعهد الوطني للمعايير والتكنولوجيا: عند انهيار البرج رقم 1 (البرج الشمالي) فإن الحطام ضرب مركز التجارة العالمي رقم 7 مسببًا حرائقًا في العديد من الطوابق. أدت هذه الحرائق الخارجة عن السيطرة في النهاية إلى انهيار هيكل البناء تدريجيًا.
أحيطت المباني المجاورة بعد وقت قصير من الاعتداء بشبكة معدنية حمراء لتجنب المزيد من الأضرار. مُهدت الأجزاء المتبقية من المبنى رقم 4 في شهر نوفمبر من عام 2001.